# پراکندگی نوترون
پراکندگی نوترون ، پراکندگی نامنظم نوترون‌های آزاد توسط ماده، می‌تواند به خود فرآیند فیزیکی طبیعی یا به تکنیک‌های آزمایشی ساخت بشر اشاره داشته باشد که از فرآیند طبیعی برای بررسی مواد استفاده می‌کنند. پدیده طبیعی/فیزیکی در مهندسی هسته ای و علوم هسته ای اهمیت اساسی دارد. با توجه به تکنیک تجربی، درک و دستکاری پراکندگی نوترون برای کاربردهای مورد استفاده در کریستالوگرافی ، فیزیک ، شیمی فیزیک ، بیوفیزیک ، و تحقیقات مواد بنیادی است.
پراکندگی نوترون در راکتورهای تحقیقاتی و منابع نوترونی پوسته پوسته‌ای که تشعشعات نوترونی با شدت‌های متفاوت را فراهم می‌کنند، انجام می‌شود. تکنیک های پراش نوترون ( پراکندگی الاستیک ) برای تجزیه و تحلیل ساختارها استفاده می شود. که در آن از پراکندگی نوترون غیرالاستیک در مطالعه ارتعاشات اتمی و سایر برانگیختن‌ها استفاده می شود.

## پراکندگی نوترون‌های سریع
"نوترون‌های سریع" (به دمای نوترون مراجعه کنید) انرژی جنبشی بالاتر از MeV1 دارند  آن‌ها می توانند توسط ماده متراکم پراکنده شوند - هسته‌هایی با انرژی جنبشی بسیار کمتر از 1 eV - به عنوان یک تقریب تجربی معتبر از برخورد الاستیک با یک ذره در حالت سکون است. با هر برخورد، نوترون سریع بخش قابل توجهی از انرژی جنبشی خود را به هسته پراکنده (ماده متراکم) منتقل می کند، هر چه هسته سبک تر باشد. و با هر برخورد، نوترون "سریع" کند می شود تا زمانی که با ماده ای که در آن پراکنده شده است به تعادل گرمایی برسد.
تعدیل کننده‌های نوترونی برای تولید نوترون‌های حرارتی استفاده می شوند که دارای انرژی جنبشی زیر 1 هستند. (T < 500K).  نوترون‌های حرارتی برای حفظ یک واکنش زنجیره‌ای هسته‌ای در یک راکتور هسته‌ای و به‌عنوان یک ابزار تحقیقاتی در آزمایش‌های پراکندگی نوترون و سایر کاربردهای علم نوترون استفاده می‌شوند (به زیر مراجعه کنید). بقیه این مقاله بر روی پراکندگی نوترون‌های حرارتی تمرکز دارد.

## برهمکنش نوترون-ماده
از آنجایی که نوترون‌ها از نظر الکتریکی خنثی هستند، عمیق تر از ذرات باردار الکتریکی با انرژی جنبشی قابل مقایسه در ماده نفوذ می کنند و بنابراین به عنوان کاوشگرهایی با خواص حجیم ارزشمند هستند.
نوترون‌ها با هسته‌های اتمی و با میدان‌های مغناطیسی الکترون‌های جفت‌نشده برهم‌کنش می‌کنند و باعث تداخل و اثرات انتقال انرژی در آزمایش‌های پراکندگی نوترون می‌شوند. برخلاف یک فوتون پرتو ایکس با طول موج مشابه، که با ابر الکترونی اطراف هسته برهمکنش می‌کند، نوترون‌ها عمدتاً با خود هسته تعامل دارند، همانطور که توسط شبه پتانسیل فرمی توصیف شده است. مقاطع پراکندگی و جذب نوترون از ایزوتوپی به ایزوتوپ دیگر بسیار متفاوت است.
پراکندگی نوترون می تواند نامنسجم یا منسجم باشد، همچنین به ایزوتوپ بستگی دارد. در بین تمام ایزوتوپ ها، هیدروژن بالاترین سطح مقطع پراکندگی را دارد. عناصر مهمی مانند کربن و اکسیژن در پراکندگی نوترون کاملاً قابل مشاهده هستند - این در تضاد واضح با پراکندگی پرتو ایکس است که در آن مقاطع عرضی به طور سیستماتیک با عدد اتمی افزایش می‌یابند. بنابراین می توان از نوترون‌ها برای تجزیه و تحلیل مواد با اعداد اتمی کم، از جمله پروتئین‌ها و سورفکتانت‌ها استفاده کرد. این را می توان در منابع سینکروترون انجام داد، اما به شدت های بسیار بالا نیاز است، که ممکن است باعث تغییر ساختارها شود. هسته محدوده بسیار کوتاهی را فراهم می کند، زیرا پتانسیل ایزوتروپ به طور تصادفی از ایزوتوپی به ایزوتوپ دیگر تغییر می کند، که این امکان را فراهم می کند تا کنتراست (پراکندگی) را متناسب با آزمایش تنظیم کنیم.
پراکندگی تقریباً همیشه اجزای الاستیک و غیرالاستیک را ارائه می دهد. کسر پراکندگی الاستیک توسط عامل دبای-والر یا عامل موسباور-لمب تعیین می شود. بسته به سوال تحقیق، بیشتر اندازه‌گیری‌ها بر روی پراکندگی الاستیک یا غیرکشسان متمرکز می‌شوند.
دستیابی به یک سرعت دقیق، یعنی انرژی دقیق و طول موج دو بروگل ، یک پرتو نوترونی مهم است. چنین پرتوهای تک انرژی "تک رنگ" نامیده می شوند و تک رنگی یا با یک تک رنگ کریستالی یا با طیف سنج زمان پرواز (TOF) به دست می آید. در تکنیک زمان پرواز، نوترون‌ها از طریق دنباله ای از دو شکاف چرخان فرستاده می شوند به طوری که فقط نوترون‌هایی با سرعت خاصی انتخاب می شوند. منابع اسپلاسیون ساخته شده اند که می توانند پالس سریع نوترون‌ها را ایجاد کنند. پالس حاوی نوترون‌هایی با سرعت‌های مختلف یا طول موج‌های دو بروگلی است، اما سرعت‌های جداگانه نوترون‌های پراکنده را می‌توان با اندازه‌گیری زمان پرواز نوترون‌ها بین نمونه و آشکارساز نوترون تعیین کرد.

### پراکندگی مغناطیسی
نوترون دارای بار الکتریکی خالص صفر است، اما دارای گشتاور مغناطیسی قابل توجهی است، اگرچه تنها حدود 0.1٪ از الکترون است. با این وجود، به اندازه‌ای بزرگ است که از میدان‌های مغناطیسی محلی در داخل ماده متراکم پراکنده شود، و یک کاوشگر ضعیف برهمکنش و در نتیجه نافذ ساختارهای مغناطیسی منظم و نوسانات اسپین الکترون را فراهم می‌کند. 

## پراکندگی نوترون غیر الاستیک

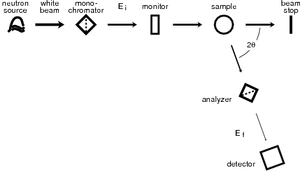
طرح کلی یک آزمایش پراکندگی نوترون غیر کشسان

پراکندگی نوترون غیرالاستیک یک تکنیک تجربی است که معمولاً در تحقیقات ماده متراکم برای مطالعه حرکت اتمی و مولکولی و همچنین برانگیختن‌های میدان مغناطیسی و کریستالی استفاده می شود. 
این روش خود را از سایر تکنیک‌های پراکندگی نوترون با حل تغییر در انرژی جنبشی که هنگام برخورد بین نوترون‌ها و نمونه یک برخورد غیرالاستیک رخ می دهد متمایز می کند. نتایج به طور کلی به عنوان ضریب ساختار دینامیکی (که قانون پراکندگی غیرالاستیک نیز نامیده می شود) اعلام می شود. {\displaystyle S(\mathbf {Q} ,\omega )} ، گاهی اوقات نیز به عنوان حساسیت پویا {\displaystyle \chi ^{\prime \prime }(\mathbf {Q} ,\omega )} که در آن بردار پراکندگی {\displaystyle \mathbf {Q} } تفاوت بین بردار موج ورودی و خروجی است و {\displaystyle \hbar \omega } تغییر انرژی تجربه شده توسط نمونه است (منفی نوترون پراکنده). هنگامی که نتایج به عنوان تابعی از {\displaystyle \omega } رسم شود، آنها را اغلب می‌توان به همان روشی که طیف‌های بدست آمده توسط تکنیک‌های طیف سنجی مرسوم،تفسیر کرد. تا آنجا که پراکندگی نوترون غیرالاستیک را می توان به عنوان یک طیف سنجی خاص مشاهده کرد.
آزمایش‌های پراکندگی غیرالاستیک معمولاً به تک رنگی کردن پرتوهای فرود یا خروجی و تجزیه و تحلیل انرژی نوترون‌های پراکنده نیاز دارند. این را می توان از طریق تکنیک‌های زمان پرواز ( پراکندگی زمان پرواز نوترون ) یا از طریق بازتاب براگ از تک بلورها ( طیف سنجی سه محوره نوترونی ، پراکندگی پس نوترون ) انجام داد. در تکنیک‌های اکو ( پژواک اسپین نوترون ، پژواک اسپین تشدید نوترون )، که علاوه بر دامنه نوترون‌ها از فاز مکانیکی کوانتومی نوترون‌ها استفاده می‌کنند، نیازی به تک رنگی شدن نیست.

## تاریخ
اولین آزمایش‌های پراش نوترون در دهه 1930 انجام شد.  با این حال، در حدود سال 1945، با ظهور راکتورهای هسته ای، شارهای نوترونی زیاد ممکن شد، که منجر به امکان بررسی‌های عمیق ساختار شد. اولین ابزار پراکندگی نوترون در لوله های پرتو در راکتورهای تحقیقاتی چند منظوره نصب شد. در دهه 1960، راکتورهایی با شار بالا ساخته شدند که برای آزمایش‌های لوله پرتو بهینه شده بودند. این توسعه در راکتور با شار بالا موسسه Laue-Langevin (در حال کار از سال 1972) به اوج خود رسید که بالاترین شار نوترونی را تا این تاریخ به دست آورد. علاوه بر چند منبع با شار بالا، حدود بیست منبع راکتور با شار متوسط در دانشگاه‌ها و سایر مؤسسات تحقیقاتی وجود داشت. از دهه 1980، بسیاری از این منابع با شار متوسط تعطیل شدند و تحقیقات در چند منبع با شار بالا در جهان متمرکز شد.

## امکانات
امروزه، بیشتر آزمایش‌های پراکندگی نوترون توسط دانشمندان محققی انجام می‌شود که برای زمان پرتو در منابع نوترونی از طریق یک روش پیشنهادی رسمی درخواست می‌کنند. به دلیل سرعت کم شمارش در آزمایش‌های پراکندگی نوترون، دوره‌های نسبتاً طولانی زمان پرتو (به ترتیب روزها) معمولاً برای مجموعه داده‌های قابل استفاده مورد نیاز است. پیشنهادها از نظر امکان سنجی و علایق علمی ارزیابی می شوند.

## تکنیک
- پراش نوترون
  - پراکندگی نوترون با زاویه کوچک
  - اسپین اکو پراکندگی نوترون با زاویه کوچک
  - بازتاب سنجی نوترونی
- پراکندگی نوترون غیر الاستیک
  - طیف سنجی سه محوره نوترونی
  - پراکندگی نوترون در زمان پرواز
  - پس پراکندگی نوترون
  - اکو اسپین نوترونی

## لینک های خارجی
- Free, EU-sponsored e-learning resource for neutron scattering
- Neutron scattering - a case study
- Podcast Interview with two ILL scientists about neutron science/scattering at the ILL
- YouTube video explaining the activities of the Jülich Centre for Neutron Scattering
- Neutronsources.org
- Science and Innovation with Neutrons in Europe in 2020 (SINE2020)
- IAEA neutron beam instrument database